# Krzyż Świętego Jerzego (Federacja Rosyjska)
Krzyż Świętego Jerzego lub Krzyż Jerzego (ros. Георгиевский крест) – federalne rosyjskie odznaczenie wojskowe ustanowione w 1992, jako wznowienie carskiego odznaczenia o tej samej nazwie.
Krzyż przeznaczony jest do odznaczania personelu wojskowego, żołnierzy, marynarzy, sierżantów, podchorążych i chorążych za wyróżniające się czyny w bitwach w obronie ojczyzny, a także w działaniach wojennych na terytorium innych państw podczas misji dotyczących zachowaniu lub przywracaniu pokoju i bezpieczeństwa międzynarodowego. Czyny te muszą być wzorem odwagi, poświęcenia i umiejętności wojskowych.
Krzyż podzielono na cztery stopnie:
- I stopień – wykonany ze złoconego srebra na wstążce z kokardą,
- II stopień – wykonany ze złoconego srebra na wstążce,
- III stopień – wykonany ze srebra na wstążce z kokardą,
- IV stopień – wykonany ze srebra na wstążce.

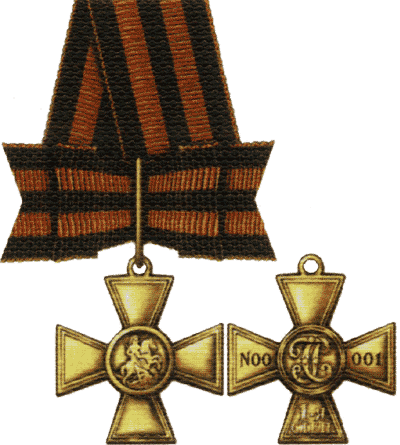
I stopień
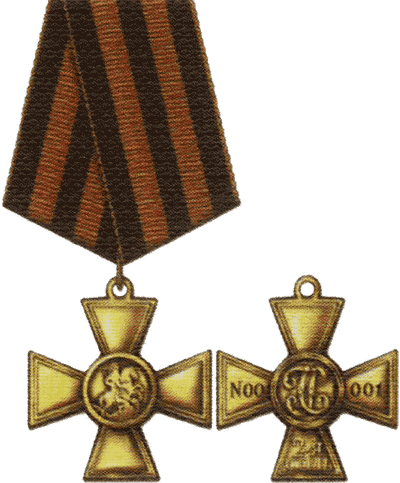
II stopień
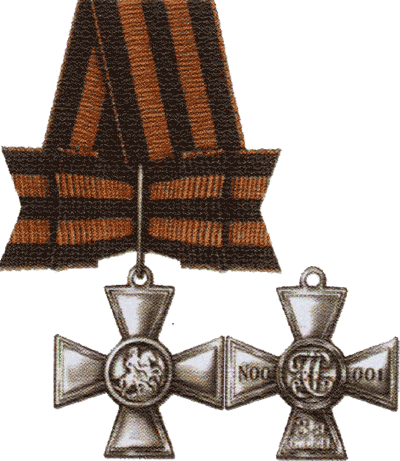
III stopień
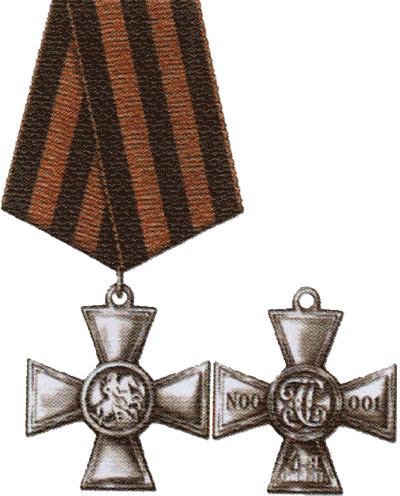
IV stopień